# Eirenis thospitis
Espèce
Statut de conservation UICN

 DD  : Données insuffisantes
Eirenis thospitis est une espèce de serpents de la famille des Colubridae.

## Répartition
Cette espèce est endémique de Turquie.

## Publication originale
- Schmidtler & Lanza, 1990 : A new dwarf-snake (Eirenis) from Lake Van in Eastern Turkey. Amphibia-Reptilia, vol. 11, p. 363-371.